# Opfergang einer Nonne
Opfergang einer Nonne (Originaltitel: Le dialogue des Carmélites) ist ein 1959 gedrehtes, zur Zeit der Französischen Revolution spielendes, französisch-italienisches Drama des früheren Kameramanns Philippe Agostini nach dem 1931 erschienenen Roman Die Letzte am Schafott von Gertrud von Le Fort. Film und Roman liegen im Wesentlichen das Sterben der seligen Märtyrinnen von Compiègne zugrunde. In den Hauptrollen spielen Pascale Audret, Jeanne Moreau, Alida Valli sowie das Ehepaar Jean-Louis Barrault und Madeleine Renaud.

## Handlung
Die Handlung beginnt im Mai 1789, als zwei junge Frauen in Compiègne den Unbeschuhten Karmelitinnen beitreten. Eine der neuen Novizinnen erhält den Ordensnamen Constantia vom hl. Dionysius, die andere Blanche von der Todesangst Christi. Während Sr. Constantia lebenslustig, heiter und sorglos auftritt, ist Sr. Blanche eher in sich gekehrt. Seit ihrer Kindheit leidet sie an einer unüberwindlich scheinenden Furcht vor dem Sterben und dem Tod, ein Grund, warum sie als Ordensnamen „Blanche von der Todesangst Christi“ gewählt hat. Am Abend ihres Eintritts warnt die Priorin sie, sie habe sich in den Karmel geflüchtet wie ein Kind in ein im Dunkeln erleuchtetes Haus, sie wisse aber nichts von der furchtbaren Einsamkeit, in der eine Karmelitin leben und sterben müsse.
Als die Priorin auf dem Totenbett liegt, vertraut sie der Subpriorin Mutter Maria von der Menschwerdung Sr. Blanche an. Die Priorin stirbt nicht leicht; bei Blanche, die dies miterlebt, weil sie vor dem Fenster steht, verstärkt dies ihre Furcht nur noch mehr. Zur neuen Priorin wird später Mutter Thérèse vom hl. Augustin gewählt.
Am 14. Juli 1789 bricht die französische Revolution aus. Auf die neue Priorin wartet am Klausurgitter ein Volkskommissar, ein Vertreter der Jakobiner. Die Revolutionäre sehen in Klöstern lediglich „Nester von Ausbeutern und Verrätern“. Man klagte die Ordensleute an, im Geheimen Reichtümer zu horten und „Volksfeinden“ Schutz und Obdach zu gewähren. Als der Chevalier de la Force, der als Adeliger von den neuen Kräften verfolgte Bruder Blanches, mitten in der Nacht vor der Pforte des Karmels auftaucht, um sich vor seiner Flucht aus Frankreich von ihr zu verabschieden, ist das für den Kommissar ein willkommener Anlass, das Kloster gründlich durchsuchen zu lassen.
Als es gegen Ende des Noviziatsjahrs zur Abstimmung der Ratsschwestern über die Zulassung der Novizinnen zur Profess kommt, erhält Sr. Constantia genügend Stimmen, Sr. Blanche jedoch nicht. Als ihr die Priorin mitteilen will, dass sie in die Welt zurückkehren müsse, offenbart Blanche dem Rat ihre immerwährende Furcht, die sie zwar nicht mehr zu überwinden glaubt, aber Christus wie eine Wunde darbieten will, woraufhin die Priorin ihre Ansicht ändert und Blanche zur Profess zulässt.
Im Verlauf der Revolution werden die Klosterkirche verwüstet und das Kloster beinahe geplündert, der Spiritual des Klosters versteckt sich außerhalb, die Priorin verlässt in Zivil den Karmel, um auswärts nach Hilfe zu suchen, und unterstellt den Konvent Mutter Maria von der Menschwerdung. Auf Drängen Mutter Marias legen die Karmelitinnen im Geheimen ein Gelübde ab, im äußersten Fall das Martyrium erleiden zu wollen. Schließlich müssen sie die Klausur des Klosters verlassen; Mutter Therese vom heiligen Augustinus kehrt gerade zu dieser Zeit zurück. 
Sr. Blanche hat zwar wie die anderen das Gelübde des Martyriums abgelegt, flieht aber vor der Vertreibung aus dem Kloster aus Furcht zu ihrem Vater, dem Marquis de la Force. Nachdem dieser von den Jakobinern angeklagt und hingerichtet worden ist, bleibt Blanche allein im väterlichen Haus zurück. Aus Furcht oder auch Scham will sie nicht zu den Karmelitinnen zurückkehren, obwohl Mutter Maria, die sie zu dieser Zeit aufsucht, sie dazu ermutigt.
Da die Nonnen ihr Gemeinschaftsleben im Verborgenen fortsetzen, werden sie ebenfalls verhaftet, eingekerkert und am 17. Juli 1794 in Paris öffentlich enthauptet. Als sie das Veni creator singend eine nach der anderen auf das Schafott steigen, schließt sich ihnen aus der Menge heraus als vorletzte die frühere Sr. Blanche an, die ihre Angst in diesem Moment abgelegt hat. Lediglich Mutter Maria von der Menschwerdung bleibt durch einen zufälligen Umstand verschont. Sie steht in der Menge, die der Hinrichtung zusieht, und will sich ebenfalls anschließen, wird aber von dem früheren Spiritual des Klosters und einer kaum merklichen Verneinung der Priorin, Mutter Therese vom heiligen Augustin, zurückgehalten, damit sie die Gemeinschaft des Karmel in Frankreich weiterführen, neu begründen kann.

## Produktionsnotizen
Opfergang einer Nonne wurde vom 18. September bis zum 28. November 1959 gedreht und am 10. Juni 1960 in Paris uraufgeführt. Die deutsche Erstaufführung fand am 22. Juli 1960 statt. Die Bauten stammen aus der Hand von Maurice Colasson, die Kostüme entwarf Anne-Marie Marchand.

## Historischer Hintergrund
Die Geschichte beruht auf wahren Ereignissen der Revolutionsjahre. Die Märtyrinnen von Compiègne waren Unbeschuhte Karmelitinnen des Konvents von Compiègne. Am 17. Juli 1794 wurden sie in Paris auf der Guillotine hingerichtet, weil sie sich geweigert hatten, ihre Ordensgelübde zu brechen. Sie wurden am 27. Mai 1906 seliggesprochen. Ihr Gedenktag ist der 17. Juli.

## Kritiken
„Nobler Film nach Gertrud von Le Forts Novelle ‚Die letzte am Schafott‘ und Bernanos’ Bühnenstück ‚Die begnadete Angst‘. Karmeliterinnen in der französischen Revolution. Unter vielen Nonnenfilmen einer der besten. Ausgezeichnete Darstellerinnen: die junge Pascale Audret, Madeleine Renaud, Alida Valli.“

„Ein stiller und strenger Darstellungsstil, der keine falsche Sentimentalität duldet, erhebt den geschichtlichen Stoff zu einem zeitlos wichtigen Drama menschlicher Schwäche in christlicher Stärke.“

„Das ist ein außerordentlich nobler Film. Ein Streifen, der Gertrud von le Forts Novelle ‚Die letzte am Schafott‘ nach größter Möglichkeit gerecht wird; im Drehbuch, in den Dialogen, in der Besetzung, die Pater Bruckberger und Philippe Agostini fast zehn Jahre lang vorbereitet haben. Wenn trotzdem der glühende Atem der Wirklichkeit fehlt, mit dem die Dichterin ihre Figuren so zeitnah machen konnte, obgleich die Geschichte in der Französischen Revolution spielt, so liegt dies leider an eben der vornehmen Weise, in der von den Drehbuchautoren auch Regie geführt wurde. Da ist viel auf Art von Historienfilmen stilisiert worden, und manche herrliche Schwarz-Weiß-Bilder aus dem Kloster der Karmeliterinnen entstanden. Wo man diese Stilisierung vermißt, wäre sie am notwendigsten gewesen. (…) Von dem Ensemble wunderbarer Schauspielerinnen wird die Titelfigur am stärksten in Erinnerung bleiben, der die blutjunge Pascale Audret überzeugende Züge zu verleihen vermag, obgleich auch Alida Valli als Priorin, Madelaine Renaud in einer kleinen Rolle und die glühend intensive Jeanne Moreau bewunderungswürdige Leistungen bieten. Es ist sehr schade, daß dieser gute Film nicht besser ist, daß man sich zu oft an verfilmtes Theater erinnert.“

„Ihre [Pascale Audrets] bedeutendste Filmrolle war sicherlich die der Titelheldin, der gräflichen Karmeliterin Blanche de La Force, die in dem spröden Religions- und Glaubensdrama ‚Opfergang einer Nonne‘ gegen Ende der französischen Revolution (1794) auf dem Schafott endet – eine Leistung, die sie mit ebenso großer Zart- wie Entschiedenheit absolvierte.“

„Aus der Novelle ‚Die Letzte am Schafott‘ der Gertrud von le Fort, dem religionspsychologischen Dialog zwischen einer von Lebensangst angefochtenen Novizin und einer martyriumsfreudigen Nonne, entstand auf Umwegen – Georges Bernanos schrieb einen Filmdialog, der dramatisiert und dann abermals fürs Kino umgearbeitet wurde – ein Historiengemälde vertrauter Art. Heroisch widerstehen die Karmeliterinnen den brandschatzenden Horden der Französischen Revolution. Zeitweiliger Wankelmut der Novizin erscheint nurmehr als dramaturgischer Trick, das um etliche Ecken vorhersehbare Happy-End – die Novizin nimmt freudig das Martyrium auf sich – hinauszuschieben. Unfreiwilligen Reiz beschert der Anblick Jeanne Moreaus, der Erotomanin aus ‚Die Liebenden‘, als Märtyrerin im Nonnenhabit.“